# Pau Cunill
Pour les articles homonymes, voir Cunill.
Pau Cunill Clapés né le 4 janvier 2000 en Terrassa, Catalogne, est un joueur de hockey sur gazon espagnol. Il évolue au poste de défenseur à l'Atlètic Terrassa et avec l'équipe nationale espagnole.
Son frère Pepe Cunill est également un joueur de hockey sur gazon catalan,.